# 帝国公民
帝国公民（德語：Reichsbürger，發音：[ˈʁaɪ̯çsˌbʏʁɡɐ] ⓘ）又称帝国公民运动（德語：Reichsbürgerbewegung，發音：[ˈʁaɪ̯çsbʏʁɡɐbəˌveːɡʊŋ] ⓘ）是否认德国联邦政府合法性的反宪法主义和历史修正主义的德国极右翼政治团体。2022年12月7日，该组织领导人海因里希十三世因被控参与2022年德國未遂政變而遭到逮捕。
该组织否认联邦政府的合法性，谋求重建德意志帝国。并认为德意志帝国依然在1937年的疆界上存在并由帝国公民组织领导。
几个与该组织暴力成员和非法武器库发生有关事件引起了媒体和政府的关注。德国当局估计，截至2021年7月 (2021-07)，德国有 21,000 人属于该运动。

## 历史
临时帝国政府（Kommissarische Reichsregierung，简称KRR）1985年由沃尔夫冈·格哈德·金特·埃贝尔（Wolfgang Gerhard Günter Ebel）成立，这是一个支持陰謀論、反犹主义和种族主义的政治团体。有說这个组织的支持者由新納粹主義者和君主制支持者组成，但經濟學人的報導稱即使是新納粹主義者也把帝國公民當笑話看；並且德国联邦内政部认为该组织只有5%的成员是新纳粹主义者。不論帝國公民是否為新納粹主義，由于该组织拒绝承认联邦共和国的存在，所以这个组织的成员有可能触犯法律。勃兰登堡州手册根据联邦宪法保卫局框架将该组织认定为极端组织因为这个组织被认为可能危害现代民主和社会。
2022年12月7日，该组织领导人海因里希十三世因被控参与2022年德國未遂政變而遭到逮捕。

## 观点

### 历史虚无主义
帝国公民认为德国依然在战前领土存在而联邦共和国仅仅是一个同盟国成立的公司，魏玛宪法依旧有效。他们的依据之一就是西德宪法法院的判决。这个判决认定了联邦德国以外的第二个德国。
西德基本法序言中关于适用地区的条款：
“本基本法適用於巴登、巴伐利亞、不來梅、漢堡、黑森、下薩克森、北萊茵-威斯特法倫、萊茵蘭-普法爾茨、石勒蘇益格-荷爾斯泰因、符騰堡-巴登和符騰堡-霍亨索倫州的領土。在德國的其他地區，它將在他們加入（聯邦德國）後生效。”
而宪法法院在判决中判定基本法合宪：
《基本法》——不僅僅是國際法理論和憲法理論的論文！ – 假設德意志帝國在 1945 年的崩潰中倖存下來，並且沒有通過投降或盟軍佔領國或之後在德國行使外國國家權力而滅亡......這也符合聯邦的一貫判例法憲法法院，參議院在其中舉行。 德意志帝國繼續存在......，仍然具有法律能力，但由於缺乏組織，特別是由於缺乏制度化機構，無法作為一個整體國家行事。 ……隨著德意志聯邦共和國的成立，並沒有建立一個新的西德國家，而是對德國的一部分進行了重組。 ... 因此，德意志聯邦共和國不是德意志帝國的“合法繼承者”，而是與“德意志帝國”國家相同的國家 - 然而，就其空間範圍而言，“部分相同”，因此該身份不要求排他性。 因此，就其國民和國土而言，聯邦共和國不包括整個德國，儘管它是國際法主體“德國”（德意志帝國）的統一國民，其人民屬於不可分割的一部分，統一的國家領土“德國”（德意志帝国）承認，他們自己的國家領土屬於同樣不可分割的一部分。 在憲法方面，它把主權限制在“基本法的適用範圍”……但也對整個德國負責（參見基本法序言）。
然而，帝国公民的成员只注意到了这一段而没有注意到判决关于联邦共和国的其他部分。因此，他们认为西德不是一个主权国家而是同盟国成立的公司。因此，帝国公民创立了许多“行政机构”甚至选举产生了“帝国总理”

### 反犹太主义
根據联邦宪法保卫局的說法，一些帝国公民团体和个人是反犹主义者。 一个例子是一个被称为“Geeinte deutsche Völker und Stämme”的组织，这个组织在2020年3月26日被关闭因为它宣揚犹太人和穆斯林沒有人权。